# Footsteps (organización)
Paso a Paso (en inglés: Footsteps) es una organización, fundada en 2003, con base en Nueva York que aporta apoyo emocional y financiero a personas que han dejado o quieren abandonar la comunidad judía ultraortodoxa.
La organización prevé también la posibilidad de dar apoyo a personas que se sienten atrapadas dentro de la comunidad pero por diferentes razones no quieren abandonarla.
El libro de la socióloga Hella Winston relata la historia del fundador de Footsteps y de varias personas que han abandonado la comunidad gracias a la organización.